# José Luis Rodríguez Zapatero
José Luis Rodríguez Zapatero (Valladolid, 4 augustus 1960) is een socialistisch Spaans politicus van de PSOE. Tussen 2004 en 2011 was hij premier van Spanje.

## Biografie
Rodríguez Zapatero komt uit een familie van linkse politici. In 1982 was hij hoofd van de socialistische jongerenorganisatie in León. In 1986 werd hij gekozen als jongste parlementslid. In 1988 werd hij hoofd van de socialistische partij in León, en in 1997 drong hij door tot het partijbestuur.
Na de tweede overwinning van premier José María Aznar in 2000 werd Rodríguez Zapatero gekozen als nieuwe partijleider van de PSOE. Hij vertegenwoordigde een progressieve groep binnen de partij, Nueva Vía, die geïnspireerd werd door Tony Blair. Als lijsttrekker van de PSOE was Zapatero premierskandidaat bij de parlementsverkiezingen van 2004. Hij kwam in de peilingen echter pas voorbij Aznars Partido Popular na de bomaanslagen in Madrid van 11 maart 2004, toen bekend werd dat Al Qaida waarschijnlijk achter de aanslagen zat en niet de ETA zoals de PP beweerde. De PSOE won hierdoor zelfs de verkiezingen en Zapatero werd verkozen tot premier van Spanje.

### Premierschap
Rodríguez Zapatero verklaarde dat de PSOE terrorisme hard aan zou pakken. Hij hield zich echter wel aan zijn verkiezingsbelofte van terugtrekking van de Spaanse troepen uit Irak. Daarentegen heeft hij de Spaanse troepen in Afghanistan tot twee keer toe verdubbeld in omvang. Daarbij stelde hij de Alliantie van Beschavingen voor, waarbij landen gezamenlijk terrorisme aan zouden gaan pakken.
Op 9 maart 2008 werd Zapatero herkozen voor een tweede termijn. Deze tweede termijn heeft voornamelijk in het teken gestaan van het bestrijden van de gevolgen van de wereldwijde kredietcrisis die Spanje hard trof. Hiertoe heeft de regering het zogenaamde 'Plan E' gepresenteerd. Zapatero slaagde er evenwel niet in de werkloosheid binnen de perken te houden. Deze steeg van 10% (aan het begin van zijn bewind) tot boven de 20% in 2011.
In 2010 stuurde hij troepen naar Haïti, dat zwaar getroffen werd door een aardbeving op 12 januari van dat jaar.
Zapatero's tweede termijn zou eigenlijk duren tot 2012. In oktober 2010 gaf hij nog aan geen vervroegde verkiezingen uit te gaan schrijven, maar daar is hij in juli 2011 op teruggekomen. De verkiezingen werden gehouden op 20 november, een historische dag in de Spaanse geschiedenis (namelijk de sterfdag van Francisco Franco). Zapatero stelde zichzelf niet herkiesbaar. Hij werd opgevolgd door Mariano Rajoy van de Partido Popular.

## Sinds het premierschap
Na het neerleggen van het premierschap heeft Zapatero zitting genomen in de staatsraad. Hij treedt weinig publiek op, in tegenstelling tot zijn voorgangers José María Aznar en Felipe González. Wel heeft hij op het congres van de PSOE op 3 februari 2012 toegegeven twee fouten te hebben gemaakt: het niet doorprikken van de onroerend-goed-luchtbel, en het onderschatten van de economische crisis. 
- Biblioteca Nacional de España: XX1578250
- Bibliothèque nationale de France: cb15540187q (data)
- Catàleg d'autoritats de noms i títols de Catalunya: 981058517650906706
- Gemeinsame Normdatei: 124110932
- International Standard Name Identifier: 0000 0001 2321 1909
- Library of Congress Control Number: n2001156612
- Nationale Bibliotheek van Tsjechië: xx0029196
- Nationale Bibliotheek van Israël: 987007330153905171
- Nationale Bibliotheek van Polen: a0000002939281
- Nederlandse Thesaurus van Auteursnamen: 328670189
- Parlement.com: vhyzn0uww1zt
- Istituto Centrale per il Catalogo Unico: UBOV017465
- Système universitaire de documentation: 077467027
- Virtual International Authority File: 85479360
- WorldCat: E39PBJdmm7trRtRWMdkfytQpfq